# Galjevo
Galjevo je naseljeno mjesto u općini Konjic, Federacija Bosne i Hercegovine, BiH.
Naselje se nalazi nekoliko kilometara sjeverno od Konjica.

## Stanovništvo

### 1991.
Nacionalni sastav stanovništva 1991. godine, bio je sljedeći:
ukupno: 382
- Hrvati – 264
- Muslimani – 107
- Srbi – 7
- ostali, neopredijeljeni i nepoznato – 4

### 2013.
Nacionalni sastav stanovništva 2013. godine, bio je sljedeći:
ukupno: 145
- Bošnjaci – 77
- Hrvati – 62
- Srbi – 3
- ostali, neopredijeljeni i nepoznato – 3

## Vanjske poveznice
- Satelitska snimka  Arhivirana inačica izvorne stranice od 8. kolovoza 2020. (Wayback Machine)